# Wasserhammerpuls
Der Wasserhammerpuls oder Corrigan-Puls, lateinisch pulsus celer et altus, ist ein typisches Symptom einer schweren Ausprägung der Aortenklappeninsuffizienz. Er ist an den Arteriae radiales zu tasten und ist gekennzeichnet durch einen schnellen, stark tastbaren Puls. Dieser rührt von einer hohen Blutdruckamplitude her (d. h. der systolische Blutdruck ist hoch, der diastolische niedrig; typische Amplituden liegen bei über 100 mmHg, z. B. 160/35 mmHg).